# Лупуєнь
Лупуєнь, Лупуєні (рум. Lupueni) — село у повіті Арджеш в Румунії. Входить до складу комуни Бебана.
Село розташоване на відстані 119 км на північний захід від Бухареста, 11 км на захід від Пітешть, 95 км на північний схід від Крайови, 110 км на південний захід від Брашова.

## Населення
За даними перепису населення 2002 року у селі проживали 164 особи, усі — румуни. Усі жителі села рідною мовою назвали румунську.